# قرينة (نحو)
القرينة في اللغة فعيلة بمعنى المفاعلة مأخوذ من المقارنة، وفي الاصطلاح أمر يشير إلى المطلوب. وهي إما حالية (أو معنوية) أو لفظية نحو ضرب موسى عيسى وضرب من في الغار من على السطح فإن الإعراب منتف فيه، بخلاف ضربت موسى حبلى وأكل موسى الكمثرى فإن في الأول قرينة لفظية وفي الثانية قرينة حالية.
وقيل هي عند أهل العربية الأمر الدال على شيء لا بالوضع. فإن أراد لا بالوضع له يلزم أن يكون اللفظ المستعمل في المعنى المجازي قرينة على المعنى المراد ولم يعهد إطلاق القرينة عليه. وإن أراد لا بالوضع له أو لما يلزمه هو لزم أن لا يكون القرينة دالة على الشيء بالتضمن والالتزام أصلا، وهو ظاهر البطلان. فالصواب أن يقال هي الأمر الدال على الشيء من غير الاستعمال فيه. وهي قسمان حالية ومقالية، وقد يقال لفظية ومعنوية.